# Vatrogasna postrojba Zagreb
Javna vatrogasna postrojba Grada Zagreba je profesionalna vatrogasna postrojba koja djeluje na području Grada Zagreba.

## Uvod
Postrojba ima ukupno 391 djelatnika, od čega su 362 djelatnika raspoređena na operativna radna mjesta (profesionalni vatrogasci), s prosječnom životnom dobi od 30. godina.
Postrojba je s preko 5000 intervencija godišnje najzaposlenija vatrogasna postrojba u Hrvatskoj.
Ukupan broj vatrogasnih vozila je 52, a njihova prosječna starost je 10 godina.
Vatrogasci štite ljude, životinje, okoliš i imovinu ugrožene požarom, poplavom, potresom ili u drugim katastrofama, a djeluju i u raznim tehničkim intervencijama, kao što su prometne nesreće, vađenje utopljenika, spašavanja ljudi i životinja s visina i dubina i dr. Da bi ta zaštita bila što djelotvornija, organiziraju se profesionalne vatrogasne postrojbe sa stručno osposobljenim vatrogascima, koje imaju organizirano stalno dežurstvo i spremni su pomoći u svakom trenutku.

## Povijest
Zagreb je dobio svoju prvu vatrogasnu organizaciju već 1869. godine. U to vrijeme su zagrebački zidari, dimnjačari, stolari, bravari i drugi počeli pristupati u prvo Dobrovoljno vatrogasno društvo. Te godine bilo je oko 100 vatrogasnih dobrovoljaca. Društvo osnovano 1869. obavljalo je punih 40 godina odgovornu službu u obrani građana Zagreba od požara. 
Vec prije 121 godine postojale su na raznim važnim mjestima gradskog područja specijalne kontrolne stanice koje su se zvale vatrodojavne postaje. S ovih mjesta moglo se u svako doba dana i noći izvršiti dojava požara u ondašnje "vatrogasno spremište".
U to vrijeme zagrebačko gradsko područje bilo je podijeljeno na 5 unutarnjih i 5 vanjskih kotara. Ovakva podjela na vatrogasne kotare omogućila je da se označi lokacija dojavljenog požara pomoću posebnih uređaja optičke signalizacije s tornja Lotrščaka na Dvercima.
Kad se zagrebačko Dobrovoljno vatrogasno društvo 20. rujna 1909. preselilo u novo vatrogasno spremište na Savskoj cesti, počela se ozbiljno razmatrati mogućnost osnivanja Stalne plaćene vatrogasne straže. Svečano osnivanje profesionalne vatrogasne straže obavljeno je 1. listopada 1910.
Tog dana održana je kraća svečanost u novom spremištu na Savskoj cesti. Formirana su dva odjela. Zanimljivo je da je svaki vatrogasac obavljao permanentnu službu punih sedam dana i noći, a tek osmi dan je bio potpuno slobodan.
Od tog doba vatrogasci su postali profesionalno zaposleni u zaštiti i spašavanju Zagrepčana i njihove imovine. 
Nakon Drugog svjetskog rata Zagrebački vatrogasci uz vatrogasce glavnih gradova nekadašnje Jugoslavije (Ljubljana, Sarajevo, Beograd, Skopje) potpali su pod upravu tadašnjeg Sekretatijata unutarnjih poslova, što se u Zagrebu održalo i nakon raspada Jugoslavije, te su vatrogasci bili u sastavu Ministarstva unutarnjih poslova.
1. rujna 2000. izlaze iz sastava MUP-a pod gradsku upravu, te se mijenjaju oznake zagrebačkih vatrogasaca. Radnici daju prijedlog za logo koji je na veliku žalost radnika odbijen, te imamo klasičan logo oblika štita. Prijedlog - ideju iskoristili su vatrogasci Grada Vrbovca.

## Postrojba danas
Danas Zagreb ima pet vatrogasnih postaja koje su razmještene širom grada i sve to u cilju da se smanji vrijeme od dojave do dolaska na mjesto intervencije.
Vatrogasne postaje su sljedeće: VP Centar, VP Žitnjak, VP Jankomir, VP Novi Zagreb i VP Dubrava. 
Postrojba svojom opremom i vozilima spada u sam vrh vatrogastva u Europi.
Unutar postrojbe djeluju razne interesne udruge i sportske grupe:
Motoristički klub pod imenom Motogasci
- Motogasci  Arhivirana inačica izvorne stranice od 23. lipnja 2010. (Wayback Machine)

Udruga profesionalnih vatrogasaca Zagreba UPVZ
- Udruga profesionalnih vatrogasaca Zagreba  Arhivirana inačica izvorne stranice od 21. prosinca 2009. (Wayback Machine)

Biciklistički klub, speleoloska i planinarska grupa, paragliderska grupa...

## Obuka
Na znak dojave požara ili neke druge vrste intervencije koju su zaprimili dispečeri na broju telefona 193, vatrogasci kreću na mjesto intervencije ne bi li što prije počeli s gašenjem ili spašavanjem.
Radne zadaće vatrogasaca vrlo su raznolike. Prilikom samo jedne akcije mogu imati više zadataka, kao što su gašenje požara, spašavanje ljudi i pružanje prve pomoći, prozračivanje prostorija zahvaćenih dimom, iznošenje stvari iz prostorija zahvaćenih požarom i niz drugih poslova koji se pokažu potrebnima.
Budući da je riječ o zahtjevnim i složenim poslovima, u postrojbama je prijeko potrebna organiziranost i timski rad, zbog čega se svakodnevno provodi teoretska i praktična nastava u učionici ili na poligonima.

## Radni uvjeti vatrogasca
Vatrogasci rade u vrlo raznolikim uvjetima. Pri gašenju požara i drugim akcijama izloženi su mnogim štetnim utjecajima.
Najčešće su izloženi opasnosti od plamena, dima, otrovnih para, urušavanja objekata, pada predmeta i kemikalija.
U akcijama su gotovo stalno izloženi vlazi i raznim vremenskim utjecajima sunce, kiša, snijeg. 
Da bi se ti štetni utjecaji smanjili, primjenjuju se tehnička i osobna zaštitna sredstva (zaštićene ljestve, razna užad, zaštitna odjeća, zaštitne cipele, kacige i drugo), ovisno o specifičnosti događaja.
Vatrogasci moraju raditi vrlo brzo i usklađeno s drugim pripadnicima postrojbe. To su i fizički zahtjevni poslovi, jer treba rukovati vatrogasnom opremom i sredstvima, moraju se penjati i ulaziti na različita i nepristupačna mjesta. Katkada su to dugotrajni poslovi gdje se ne može prestati raditi dok se posao ne završi – dok se ne ugasi požar, dok se ne oslobodi zakrčeni prostor ili ne osiguraju ljudi i materijalna dobra kojima prijeti opasnost i dr.
Radno vrijeme vatrogasaca je 12 sati, a nakon toga slobodni su naizmjence 12 ili 24 sata. Rade danju, noću, vikendima i blagdanima.
Vatrogasni poslovi jesu poslovi s posebnim radnim uvjetima, pa njih ne mogu obavljati osobe mlade od 18 godina i osobe koje zdravstveno ne zadovoljavaju uvjetima za profesionalnog vatrogasca, zbog štetnih utjecaja na zdravlje i život, zdravstvena sposobnost vatrogasaca provjerava se svaka 24 mjeseca.

## Poželjne osobine vatrogasaca
Vatrogasci moraju biti u dobroj tjelesnoj kondiciji, imati ispravan sluh i osjećaj za ravnotežu zbog rada na visini, dobar vid i uredno vidno polje, zdrav dišni i krvožilni sustav, uredan integritet gornjih i donjih udova te dobru senzorno-motornu koordinaciju. Važne su emocionalna stabilnost, socijalna prilagodljivost i sklonost timskom radu.

## Vanjske poveznice
- Vatrogasni portal Hrvatske